# Anita (Iowa)
Anita é uma cidade localizada no estado americano de Iowa, no Condado de Cass.

## Demografia
Segundo o censo americano de 2000, a sua população era de 1049 habitantes. 
Em 2006, foi estimada uma população de 1159, um aumento de 110 (10.5%).

## Geografia
De acordo com o United States Census Bureau tem uma área de 
4,4 km², dos quais 4,4 km² cobertos por terra e 0,0 km² cobertos por água.

## Localidades na vizinhança
O diagrama seguinte representa as localidades num raio de 24 km ao redor de Anita. 